# Synagris quadripunctata
Synagris quadripunctata är en stekelart som beskrevs av Albert Tullgren 1904. Synagris quadripunctata ingår i släktet Synagris och familjen Eumenidae. Inga underarter finns listade i Catalogue of Life.